# جزيرة ماركا
جزيرة ماركا أو (مركا) هي إحدى الجزر التابعة لمحافظة البرك بمنطقة عسير. تُعد من أجمل الجزر الطبيعية البكر في المملكة، لما تتمتع به من طبيعة ملائمة للسباحة والغوص والصيد، كما تتزين بوجود الشواطئ الرملية البيضاء الجاذبة واللون الفيروزي للبحر والشعب المرجانية، وتحتضن الجزيرة بعضًا من الطيور المهاجرة.

## الطريق إلى الجزيرة
تبعد جزيرة ماركا عن الشاطئ 20 كم، وتُقدر المسافة للجزيرة باستخدام القارب بـ 30 دقيقة. وفي الطريق إلى ماركا، يستطيع السياح ممارسة العديد من الهوايات كتصوير الدلافين والأماكن الطبيعية التي تتزين بها الجزيرة، بالإضافة إلى ممارسة الغوص لمشاهدة الشعاب المرجانية أو الاسترخاء على شواطئها الهادئة، كما يُمكن أيضًا مشاهدة العديد من الطيور البحرية، مثل: النورس والهلالي والفلامنغو وطائر البحثة.

## وجهة سياحية طبيعية
تتمتع جزيرة ماركا السعودية بالعديد من المقومات الطبيعية التي تؤهلها لأن تكون من أبرز الأماكن السياحية العالمية خلال الفترة المُقبلة؛ حيث يُحيط بها مجموعة من الجزر الصغيرة والمتنوعة، التي تُشكل عنصر جذب سياحي؛ نظرًا لما تمتلكه من أعشاش الطيور والأعشاب البحرية المتنوعة وتنوعات طبيعية متجاورة، كما تحتوي الجزيرة على حشائش بحرية كثيفة ونباتات المانجروف والإسفنج، وتحتضن هذه المناطق البحرية تشكيلة متنوِّعة من الشعاب المتفرقة الحافية والقبابية والأخدودية والفرعية، والجزر المرجانية التي على شكل حواجز.

## طالع أيضًا
- جزر السعودية
- قائمة جزر السعودية